# بکوم
بکوم (به هلندی: Beckum) یک منطقهٔ مسکونی در هلند است که در هنگلو واقع شده‌است. بکوم ۵۲۰ نفر جمعیت دارد.